# Exterior Gateway Protocol
Pour EGP (Exterior gateway protocol), terme générique pour désigner les protocoles de routage externe entre Autonomous Systems, voir Exterior gateway protocol.
Pour les articles homonymes, voir EGP.
 (juin 2019).
Sa qualité peut être largement améliorée en utilisant un vocabulaire plus directement compréhensible.
EGP était un protocole de routage externe (un EGP) dans Internet, dont le nom dérive directement de sa nature (un EGP appelé EGP). Décrit pour la première fois en octobre 1982 dans la RFC 827 avec la notion d'Autonomous System, il a été formalisé deux ans plus tard dans la RFC 904. EGP est un protocole permettant le routage entre différents systèmes autonomes de routage. C'est un protocole classfull, qui ne prenait pas en compte l'adressage VLSM.
EGP a succédé à GGP. Seule la version 3 d'EGP a été utilisée. Aujourd'hui, ce protocole est obsolète et remplacé par BGP, qui a conservé les numéros d'AS.